# 未来情報産業
未来情報産業株式会社（みらいじょうほうさんぎょう、英: Mirai Corporation）は、日本のソフトウェア開発メーカーである。
2019年7月現在、一般向けにNFCを利用したICカード読み取りスマートフォンアプリ「全国の ICカード これひとつ」の開発およびサポートを行っている。

## 「全国の ICカード これひとつ」
2015年4月から開発が行われている、Suicaを始めとする交通系ICカードおよびEdyなどの電子マネーカードの残高情報などを読み取り、表示するためのAndroid用アプリ。
2019年7月時点で、すべてのカードにおいて、カード発行企業からの公認を受けておらず、個人制作によるアプリ同様、「非公式」である旨が明言されており、表示内容等についてカード発行企業等へ問い合わせず、アプリ内またはマストドンから報告するようアプリ内の説明文などに記載がある。
暗号化がなされていないデータをすべて読み取った上で、アプリ利用者からの報告との照合によって記録されているデータの配置パターンなどを独自に解析することにより、バス用ICカードの乗降バス停や電子マネー機能のあるカードの決済端末をデータベース化し詳細な表示を可能としている。